# 練馬区立開進第一小学校
練馬区立開進第一小学校（ねりまくりつかいしんだいいちしょうがっこう）は、東京都練馬区早宮二丁目にある公立小学校。練馬区内では、生徒数が16番目の小学校である。略称は開一小（かいいちしょう）、開一（かいいち）。

## 沿革
脚注のない記述の出典は学校ウェブサイトの「学校の沿革」（下記外部リンクを参照）。
- 1882年（明治15年） 開校（開校式は4月14日、授業は翌日開始）。所在地は現在の開進第一中学校の近く[注釈 1]
- 1886年（明治19年） 分教場を開設
- 1915年（大正4年） 11月10日、大正天皇の大礼記念として玄関前にクスノキを植樹（1937年に移植）[3]
- 1918年（大正7年） 校歌を制定
- 1928年（昭和3年）分教場が独立して開進第二尋常小学校となる
- 1929年（昭和4年）学校名を開進第一尋常高等小学校に変更。この年、下練馬村は練馬町となる[4]
- 1932年（昭和7年）分教場が独立して開進第三小学校となる。この年10月1日に練馬町が東京市に編入される（当時は板橋区）[4]。
- 1941年（昭和16年）東京市開進第一国民学校となる[注釈 2]
- 1947年（昭和22年） 練馬区立開進第一小学校となる
- 1952年（昭和27年） 校区の一部を練馬区立北町小学校に分離
- 1958年（昭和33年）分教場が独立して練馬区立仲町小学校となる
- 1972年（昭和47年）新しい校歌を制定
- 1977年（昭和52年）校区の一部を練馬区立早宮小学校に分離
- 2004年 （平成16年）構内のクスノキが練馬区の登録文化財に登録される（樹高20.7mで区内で3番目に大きいクスノキ）[3]

## 「開進」の由来
この地域の小中学校に付けられている開進という校名は、「開智以進徳（智を開き以って徳に進まん）」という言葉に由来する。
1882年、この地域に新しい公立学校を建設するにあたり、下練馬村の氷川神社の神官であった風祭宝信がこの言葉から「開進学校」と名付けたと伝えられている。
開進第一小学校の校長室には、文部大臣の小松原英太郎が1911年に揮毫した「開智以進徳」の書が樫の板に彫られて掲げられている。
現在、練馬区に「開進」と付く学校は、小学校・中学校それぞれ第一から第四まで計8校ある。

## 所在地
- 東京都練馬区早宮2-1-31
  - 最寄り駅：東京メトロ有楽町線・平和台駅